# تئون جونیور (دهانه)
تئون جونیور (Theon Junior) یک دهانه برخوردی در ماه است.